# Jonathan Kemp
Jonathan Kemp (* 18. März 1981 in Wolverhampton) ist ein ehemaliger englischer Squashspieler und heutiger -trainer. 

## Karriere
Jonathan Kemp war von 1999 bis 2014 als Profispieler aktiv und gewann 15 Titel auf der PSA World Tour. Mit der englischen Nationalmannschaft gewann er 2011 in Espoo den Europameistertitel. Die Mannschaft besiegte im Finale die französische Auswahl, Kemp bezwang in seiner Finalpartie Julien Balbo mit 11:7, 11:1 und 11:3. Im April 2010 erreichte er mit Platz 20 in der Weltrangliste seine beste Platzierung. Von April 2003 bis April 2014 hielt sich Kemp konstant in den Top 50 der Weltrangliste. Im Juni 2014 beendete er mit einem Turniersieg bei den Kent Open 2014 in Kent seine Karriere.
Im April 2023 wurde Kemp zum neuen Trainer der neuseeländischen Nationalmannschaft ernannt.

## Privates
Am 7. Juni 2012 heiratete Jonathan Kemp die neuseeländische Squashspielerin Jaclyn Hawkes. Hawkes gab Ende 2012 neben ihrem Rücktritt außerdem bekannt, dass sie und Kemp ein gemeinsames Kind erwarten. Anfang Juni 2013 wurde die erste gemeinsame Tochter geboren, wenig später die zweite. Insgesamt hat das Paar drei Kinder.

## Erfolge
- Europameister mit der Mannschaft: 2011
- Gewonnene PSA-Titel: 15